# 星形廣場 (小說)
星形廣場（法語：La Place de l'Étoile）是法国作家帕特里克·莫迪亚诺的第一部小说作品。这部小说于1968年被伽利玛出版社出版，并让作者获得了罗杰·尼米埃奖（法語：Prix Roger-Nimier）和费内翁奖（法語：Prix Fénéon）。
此书标题是个双关语，既影射了犹太人被纳粹强制佩戴的犹太星，又暗指位于巴黎凯旋门附近的戴高乐广场。